# Леонардо (Нью-Джерси)
Леонардо (англ. Leonardo) — статистически обособленная местность в тауншипе Мидлтаун округа Монмут, штат Нью-Джерси, США.

## История
Населённый пункт назван в честь железнодорожников Нью-Джерси Генри и Джеймса Леонардов.
22 мая 1958 года на ракетной базе «Nike», находившейся рядом с городом, взорвалась ракета «Аякс», в результате чего погибли 10 человек — шесть солдат и четверо мирных жителей. После закрытия проекта «Nike» в 1974 году стартовая база «Leonardo», получившая обозначение NY-53, была преобразована в дома для одной семьи.

## География
Город расположен на южном берегу залива Раритан. По данным Бюро переписи населения США, общая площадь Леонардо составляла 1,562 км², включая 1,540 км² суши и 0,021 км² воды (1,38%).

## Демография
Согласно переписи 2010 года, в переписной местности проживало 2757 человек в 1001 домохозяйстве в составе 742 семьи. Густота населения составляла 1765 человек/км2.
К двум или более расам принадлежало 1,5 %. Испаноязычное население составляло 6,5 % от всех жителей.
По возрастному диапазону население распределялось следующим образом: 22,8 % — лица моложе 18 лет, 66,8 % — лица в возрасте 18-64 лет, 10,4 % — лица в возрасте 65 лет и старше. Медиана возраста жителя составляла 40,2 года. На 100 лиц женского пола в переписной местности приходилось 94,2 мужчин; на 100 женщин в возрасте от 18 лет и старше — 95,3 мужчин также старше 18 лет.